# Tuğçe Kazaz
Tuğçe Kazaz-Maria Seitaridis (* 26. August 1982 als Tuğçe Kazaz in Balıkesir) ist ein türkisches Model. Sie wurde im Jahr 2001 zur Miss Turkey gekürt.
Kazaz lernte bei den Dreharbeiten zu dem griechischen Film Loafing and Camouflage: Sirens in the Aegean ihren späteren Ehegatten George Seitaridis kennen. Vor ihrer Heirat konvertierte sie zur griechisch-orthodoxen Kirche, der Religion ihres Ehemanns, was in ihrer Heimat negative Reaktionen auslöste. Gegen die Proteste und Verleumdungen sagte sie öffentlich, dass für sie alle Religionen gleichwertig seien, sie also „Christin, Muslima und Buddhistin“ sei. Nach drei Jahren ließ sie sich jedoch wieder von ihrem Mann scheiden, kehrte in die Türkei zurück und rekonvertierte zum Islam. Sie habe ihr Leben nun radikal verändert; sie verzichte auf das Nachtleben und das Rauchen sowie auf Alkohol.

## Filmografie
- 2003: Kampüsistan
- 2005: Loafing and Camouflage: Sirens in the Aegean
- 2012: Uzun Hikâye
- 2012: Son Yaz
- 2014: Kafkas